# 第8飛行隊 (航空自衛隊)
第8飛行隊（だい8ひこうたい、JASDF 8th Tactical Fighter Squadron）は、航空自衛隊第8航空団隷下の戦闘機部隊である。築城基地に所属し、戦闘機にF-2、連絡機にT-4を運用する。

## 概要
第8飛行隊は1960年（昭和35年）10月29日に、航空自衛隊8番目の、F-86F飛行隊として松島基地第4航空団隷下にて編成された。
1961年（昭和36年）2月1日に小松基地が開庁すると、第8飛行隊は同年5月1日に小松基地へ移動し、臨時小松派遣隊隷下で訓練活動を開始したが、同年7月15日に臨時小松派遣隊は第6航空団に改編され、第8飛行隊も第6航空団隷下となった。
1990年代後半からF-1減勢に伴い、F-2配備までの穴埋めとして第306飛行隊のF-4EJ改戦闘機を「支援戦闘機」として運用することとなり、1997年（平成9年）3月17日、3月18日に20機が小松基地から三沢基地へ移動し、3月30日にF-4EJ改へ機種更新した。
2009年（平成21年）3月26日にF-2に機種更新、2016年（平成28年）7月、南西防空強化の為に築城基地に移動、第8航空団隷下となった。
部隊マークはクロヒョウで、かつて同飛行隊で使用されたコールサイン「パンサー」にちなむとされている。

## 沿革

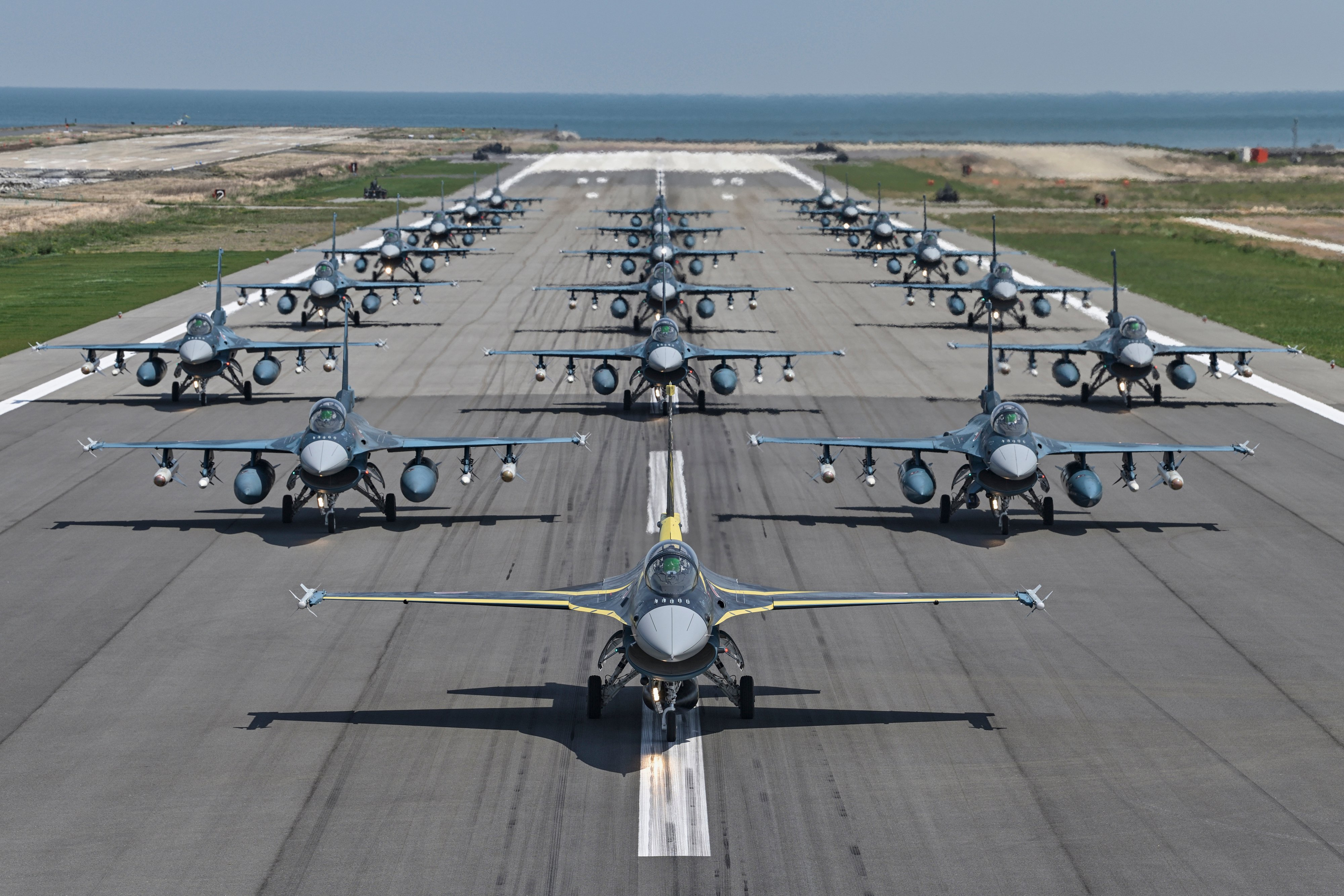
第8飛行隊創隊60周年にあわせて実施された多数機発進準備訓練（築城基地）

- 1960年（昭和35年）6月16日 - 第5飛行隊内に準備室設置[3]。
  - 10月29日 - F-86F戦闘機部隊として松島基地の第4航空団隷下にて部隊編成[1]。
- 1961年（昭和36年）5月1日 - 小松基地へ移動、臨時小松派遣隊隷下に編入[1]。
  - 7月15日 - 臨時小松派遣隊が第6航空団に改編。第8飛行隊が同航空団隷下に隷属替え[1]。
- 1962年（昭和37年）5月17日 - F-86Fでの小松基地における対領空侵犯措置任務開始[4]。
- 1964年（昭和39年）11月25日 - 岩国基地へ移動[1]。
  - 12月1日 - 第82航空隊隷下に編入[1]。
- 1967年（昭和42年）12月1日 - 小牧基地へ移動、第3航空団隷下に編入[1]。
- 1968年（昭和43年）2月15日 - F-86Fでの小牧基地における対領空侵犯措置任務開始[1]。
- 1978年（昭和53年）3月31日 - 三沢基地へ移動[1]。
  - 5月1日 - F-86Fでの三沢基地における対領空侵犯措置任務開始[1]。
- 1979年（昭和54年）6月30日 - F-1支援戦闘機への転換訓練開始[1]。
  - 12月11日 - F-86Fラストフライト[1]。
- 1980年（昭和55年）2月29日 - F-1への機種更新完了[1]。
- 1983年（昭和58年）11月11日 - 航空総隊総合戦技競技会第1部門（戦爆連合対処）F-1の部優勝[5]。
- 1985年（昭和60年） - 航空総隊射爆撃戦技競技会F-1部門優勝[6]。
- 1986年（昭和61年）11月6日 - 航空総隊射爆撃戦技競技会第2部門（空対地射爆撃・戦術戦闘航法）F-1の部優勝[7]。
- 1987年（昭和62年）11月10日 - 航空総隊射爆撃戦技競技会F-1部門優勝[8]。
- 1988年（昭和63年）12月5日 - 航空総隊射爆撃戦技競技会第2部門（空対地射爆撃・戦術戦闘航法）F-1の部優勝[9]。
- 1994年（平成06年）5月31日 - 航空総隊戦技競技会対戦闘機戦闘（ACM）部門F-1の部優勝[10]。
- 1997年（平成09年）1月 F-1の用途廃止開始[11]。
  - 3月17日 - 小松基地よりF-4EJ改が移動[4]。
  - 3月31日 - F-1からF-4EJ改に機種更新[4]。
- 1998年（平成10年）10月9日 - 青森県三沢市北東沖約75キロの太平洋上でF-4EJ改が墜落、乗員2名が殉職[12][13]。
- 2003年（平成15年）7月14日 - 航空総隊戦技競技会F-4部門優勝[6]。
- 2005年（平成17年）7月4日 - コープノース・グアム2005に参加。航空自衛隊初の海外演習でのF-4EJ改による実弾投下訓練を実施[14][15]。
- 2008年（平成20年）4月1日 - 第8飛行隊内に「F-2飛行班」新編。
  - 9月30日 - F-4減勢に伴い対領空侵犯措置任務解除。
- 2009年（平成21年）3月6日 - F-4EJ改飛行訓練記念式典を実施。F-4EJ改の運用終了[16]。
  - 3月26日 - F-4EJ改からF-2戦闘機に機種更新[17]。
- 2010年（平成22年）3月3日 - F-2による対領空侵犯措置任務開始。
- 2016年（平成28年）7月29日 - 築城基地へ移動開始、第8航空団隷下に編入[18]。
- 2017年（平成29年）7月8日 - 九州周辺空域での日米共同訓練に参加[19]。
  - 7月30日 - 九州周辺空域での日米共同訓練に参加[20]。
  - 8月8日 - 九州周辺空域での日米共同訓練に参加[21]。
  - 10月21日 - 九州周辺空域での日米共同訓練に参加[22]。

## 歴代運用機

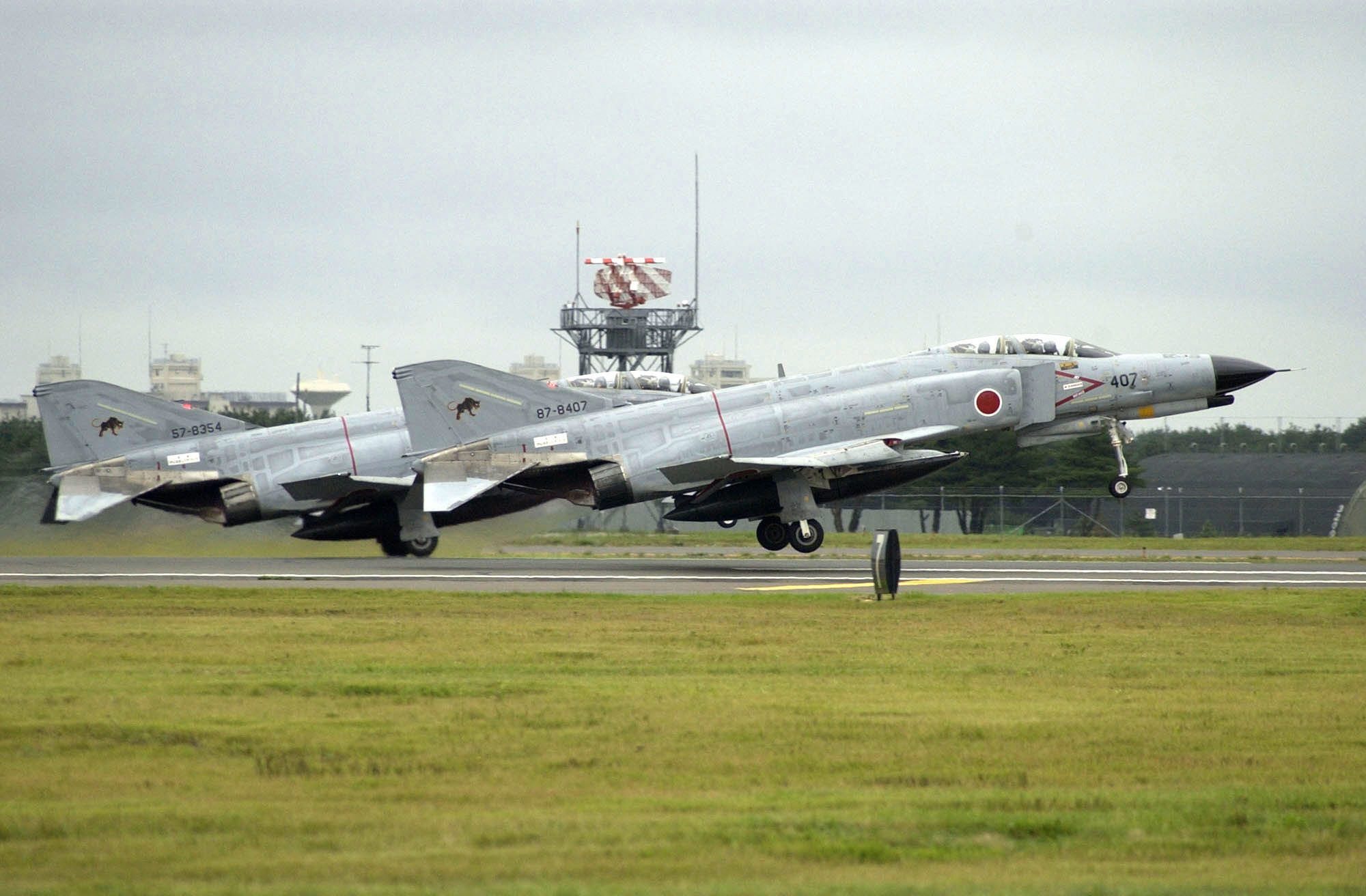
第8飛行隊で運用したF-4EJ改

- 戦闘機
  - F-86F（1960年〜1980年）
  - F-1（1980年〜1997年）
  - F-4EJ改（1997年〜2009年）
  - F-2A/B（2008年〜）
- 練習機
  - T-2（1980年〜1997年）
- 連絡機
  - T-33A（1959年〜1992年 ）
  - T-4（1991年〜）

## 登場作品
『機動警察パトレイバー 2 the Movie』
幻の空爆で三沢基地から東京へ向けて爆装して出撃する、第8飛行隊「ワイバーン」として登場する、実際はレーダー上のみ。
『シン・ゴジラ』
ゴジラ再上陸の際に発動したB-2号「タバ作戦」フェイズ3に参加、三沢基地所属(当時)のF-2二機がJDAMによる航空攻撃を行う。
『ファントム無頼』
第1巻で登場。主人公の一人である、栗原宏美二等空尉が百里基地に転属する前にいた飛行隊として登場。作品内ではその当時の三沢基地所属の飛行隊となっている。